# Bufaforats

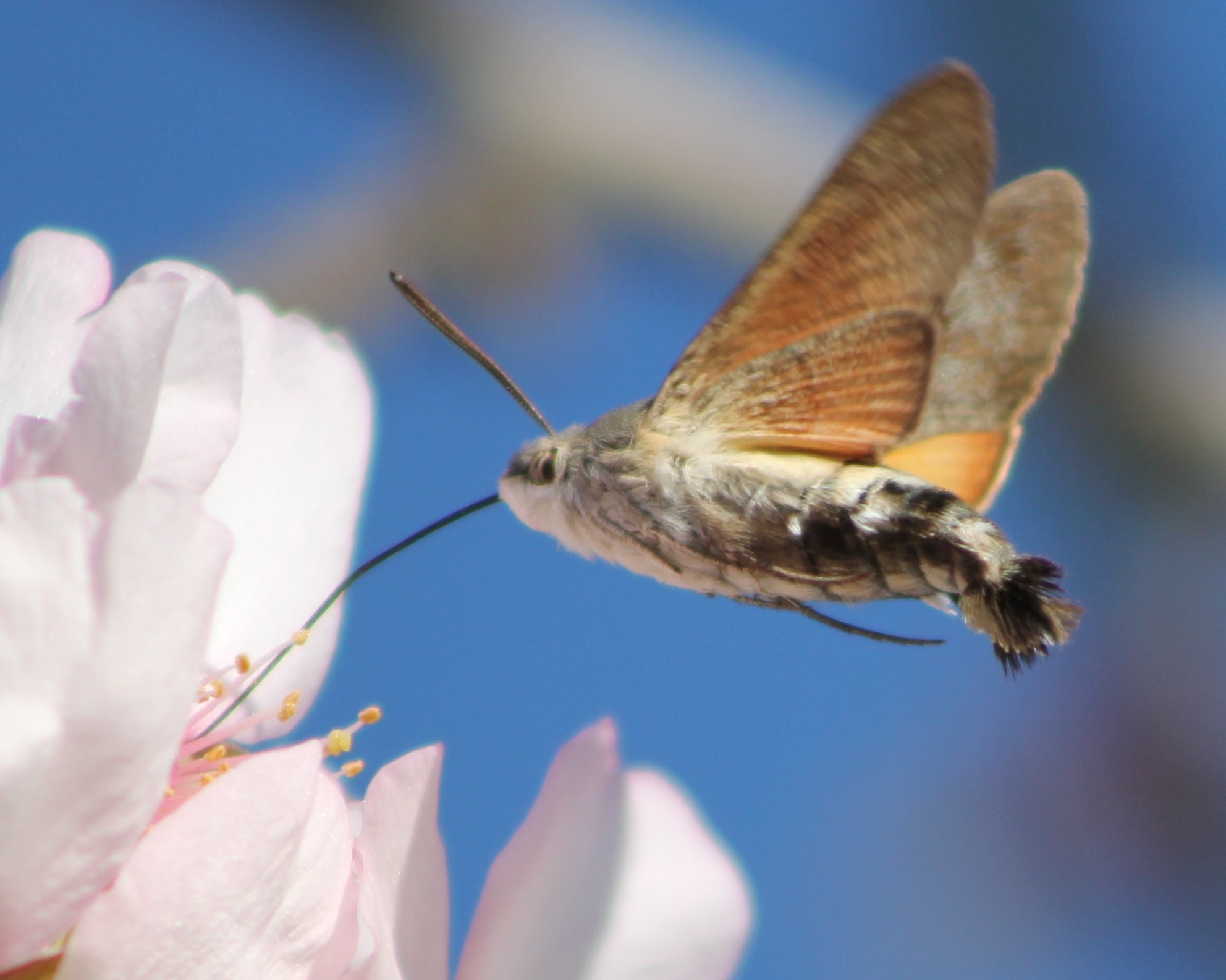
Bufaforats xuclant una flor d'ametller

El bufaforats, papallona colibrí, borinot ros, borinot moro o mosca boja (Macroglossum stellatarum), és una espècie de lepidòpter ditrisi de la família dels esfíngids (Sphingidae). Té costums diürns i vola de flor en flor de manera anàloga a un colibrí. És freqüent als Països Catalans.

## Distribució i hàbitat
Aquest lepidòpter és molt comú als Països Catalans. Té una distribució molt àmplia a Euràsia, el podem trobar des de Portugal fins al Japó.
El bufaforats viu arreu i pot volar molt lluny. Es pot trobar dins les zones urbanes a jardins, parcs i fins i tot xuclant les flors dels balcons. Així i tot, prefereix els prats florits i les zones de matoll durant la floració.

## Descripció

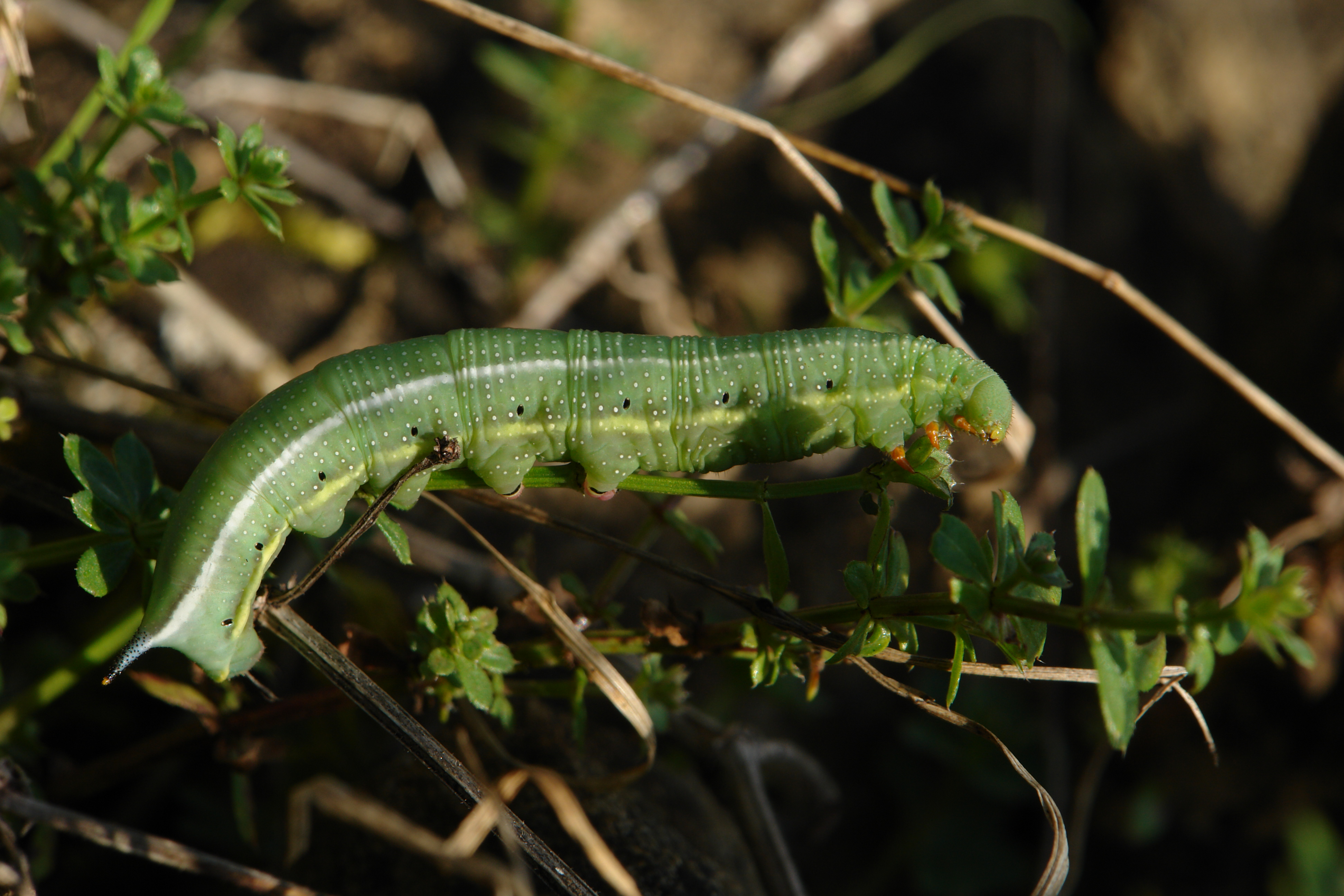
Eruga del bufaforats menjant fulles d'espunyidella.

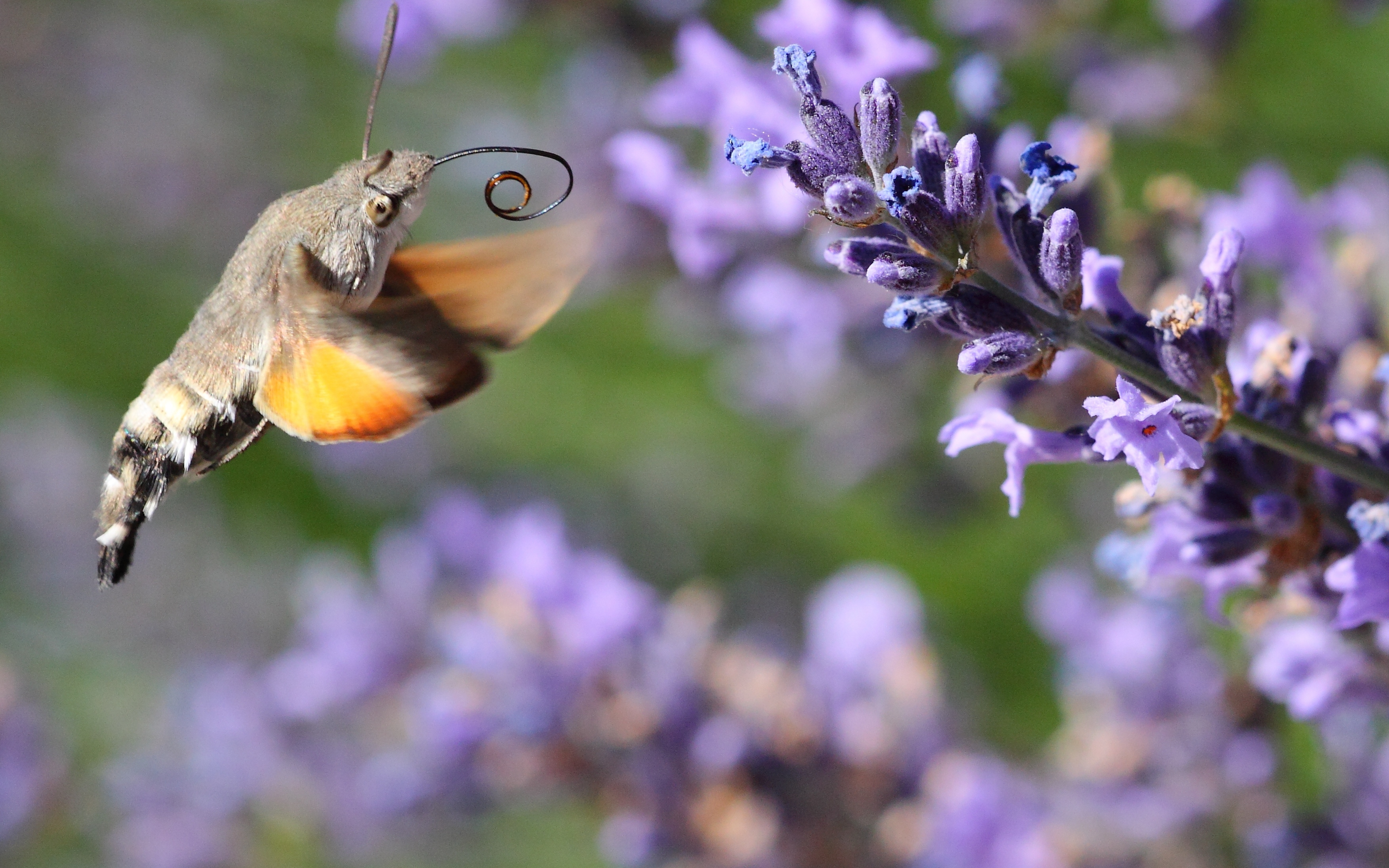
Macroglossum stellatarum

El bufaforats és relativament petit; fa només 3,5 cm de llarg. El cos i les ales anteriors són de color marronós. Les ales posteriors tenen un color taronja viu que contrasta amb els altres tons del cos. L'abdomen és pelut amb taques blanques i negres. Aquests colors vius no es veuen, però, quan el borinot està en repòs.
Té una espiritrompa molt llarga i com tots els esfíngids (llevat del borinot de la mort) passa el seu últim estat de la metamorfosi libant el nèctar de les flors. Contràriament a molts esfíngids, que són nocturns o vespertins, el bufaforats vola durant el dia.
La papallona colibrí és un gran pol·linitzador. És molt actiu i vola infatigablement d'una flor a l'altra. Es pot confondre amb altres espècies de macroglossins, com Hemaris fuciformis i Hemaris tityus, esfíngids diürns de la mateixa mida. La diferencia, però, rau en el fet que les ales del bufaforats són opaques, marronoses les anteriors i taronges les posteriors, mentre que les ales dels altres borinots són transparents.

## Reproducció i metamorfosi
La femella pon els ous damunt les fulles de les plantes del gènere Galium (espunyidelles o espunyideres) i també mostra preferència per la rogeta (Rubia peregrina). Els ous són de color verd pàl·lid, camuflant-se bé amb la planta. Les erugues són de coloració groc pàl·lid amb dues franges grises i es tornen verdes a mesura que creixen. Són relativament grosses, igual que les erugues d'altres esfíngids, i es mouen molt lentament.
La crisàlide és marró i es troba enganxada a les fulles de la planta hoste o a terra entre les fulles seques d'aquesta mateixa planta.

## Superstició
Aquest insecte també es coneix amb el nom de «borinot carter» o simplement «carter» a alguns llocs. Les supersticions locals afirmen que quan hom veu un d'aquests borinots, hom rebrà notícies importants molt aviat.